# Barchatus
Barchatus is een geslacht van straalvinnige vissen uit de familie van de kikvorsvissen (Batrachoididae).

## Soorten
- Barchatus cirrhosus (Klunzinger, 1871)
- Barchatus indicus D. W. Greenfield, 2014